# Lilli Berlin
Lilli Berlin war eine Band der Neuen Deutschen Welle in den Jahren 1980 bis 1983.

## Geschichte
1980 gründete die Schauspielerin Uschi Lina gemeinsam mit Jürgen Barz die Band; Lina nannte sich daraufhin Lilli Berlin. Neben Lilli Berlin (Gesang) waren Manfred Opitz (Keyboard, vorher bei „Metropolis“) und Harald Grosskopf (Schlagzeug) Mitglieder der Band. Die Texte stammten meist von Lillis späterem Ehemann Jürgen Barz, der auch als Aufnahmeleiter fungierte. Auf einigen Produktionen (ab 1982) wirkten Frank Lüdecke (Saxophon), Gerry Bowen (Trompete) und Jürgen Scheele (Trompete) mit. Die Single True Love war ein Duett mit Jürgen Zeltinger. Lilli Berlin ist heute Modemacherin.

## Diskografie

### Singles
- Ostberlin-Wahnsinn, 1982
- Liebe ist was Großes, 1982
- Nikotin, 1983
- Gelacht, 1983
- Old Shatterhand – dein T-Shirt brennt, 1983[2]
- True Love, 1983

### Alben
- Lilli Berlin, 1981
- Süß und Erbarmungslos, 1982
- Huh huh, 1983
- Lilli Berlin, 1994 (Sampler Süß und Erbarmungslos und Huh huh)